# Nanofotonika
Nanofotonika – dział nauki zajmujący się badaniem zachowania światła w nanoskali.
Krzemowa nanofotonika (silicon nanophotonics) – polega na dodawaniu do elektronicznych układów krzemowych (procesorów) układów przesyłających informacje za pomocą sygnałów świetlnych. Planuje się, że układy nanofotoniczne będą odpowiedzialne za komunikację między rdzeniami.